# Idaea comminuta
Idaea comminuta là một loài bướm đêm trong họ Geometridae.